# Citadel (serie televisiva)
Citadel è una serie televisiva statunitense creata da Josh Appelbaum, Bryan Oh e David Weil, e vede tra i produttori esecutivi i fratelli  Anthony e Joe Russo. Vede protagonisti Richard Madden e Priyanka Chopra come agenti "Citadel" Mason Kane e Nadia Sinh. La serie ha debuttato il 28 aprile 2023 su Prime Video.

## Trama
Otto anni fa Citadel, un'agenzia indipendente di spionaggio internazionale nata con lo scopo di difendere la sicurezza di tutte le persone, è stata distrutta dagli agenti di Manticore, una potente associazione che nell’ombra manipola il mondo. Con la caduta dell'agenzia, tutti i ricordi degli agenti scelti Mason Kane e Nadia Sinh sono stati cancellati, ma loro sono riusciti miracolosamente a salvarsi. Da allora sono rimasti nascosti, costruendosi una nuova vita con nuove identità, entrambi ignari del proprio passato. Questo fino a quando Mason viene rintracciato dal suo ex collega di Citadel, Bernard Orlick, che ha disperatamente bisogno del suo aiuto per impedire a Manticore di stabilire un nuovo ordine mondiale. Mason si mette allora alla ricerca dell'ex collega Nadia e le due spie intraprendono una missione che le porta in giro per il mondo nel tentativo di fermare Manticore, questo mentre devono fare i conti con una relazione costruita su segreti, bugie e un amore pericoloso.

## Episodi
| Stagione       | Episodi | Pubblicazione |
| -------------- | ------- | ------------- |
| Prima stagione | 6       | 2023          |

## Personaggi e interpreti

### Principali
- Kyle Conroy / Mason Kane, interpretato da Richard Madden, doppiato da Simone D'Andrea.
Allenatore di giovanili di baseball e spia di Citadel di livello 1.
- Nadia Sinh, interpretata da Priyanka Chopra Jonas, doppiata da Domitilla D'Amico.
Maître in un ristorante di Valencia e spia di Citadel di livello 1.
- Abby Conroy / Celeste Graham, interpretata da Ashleigh Cummings, doppiata da Martina Felli.
Moglie di Kyle, madre di Hendrix e ex spia di Citadel di livello 1.
- Anders / Davik Silje, interpretato da Roland Møller, doppiato da Stefano Alessandroni.
Agente Manticore.
- Carter Spence, interpretato da Osy Ikhile, doppiato da Daniele Raffaeli.
Spia di Citadel dispersa e in fuga dagli agenti Manticore.
- Hendrix Conroy, interpretata da Caoilinn Springall, doppiata da Sofia Fronzi.
Figlia di Kyle e Abby.
- Dahlia Archer, interpretata da Lesley Manville, doppiata da Fabrizia Castagnoli.
Ambasciatrice del Regno Unito negli Stati Uniti.
- Bernard Orlick, interpretato da Stanley Tucci, doppiato da Luca Biagini.
Capo delle spie di Citadel.

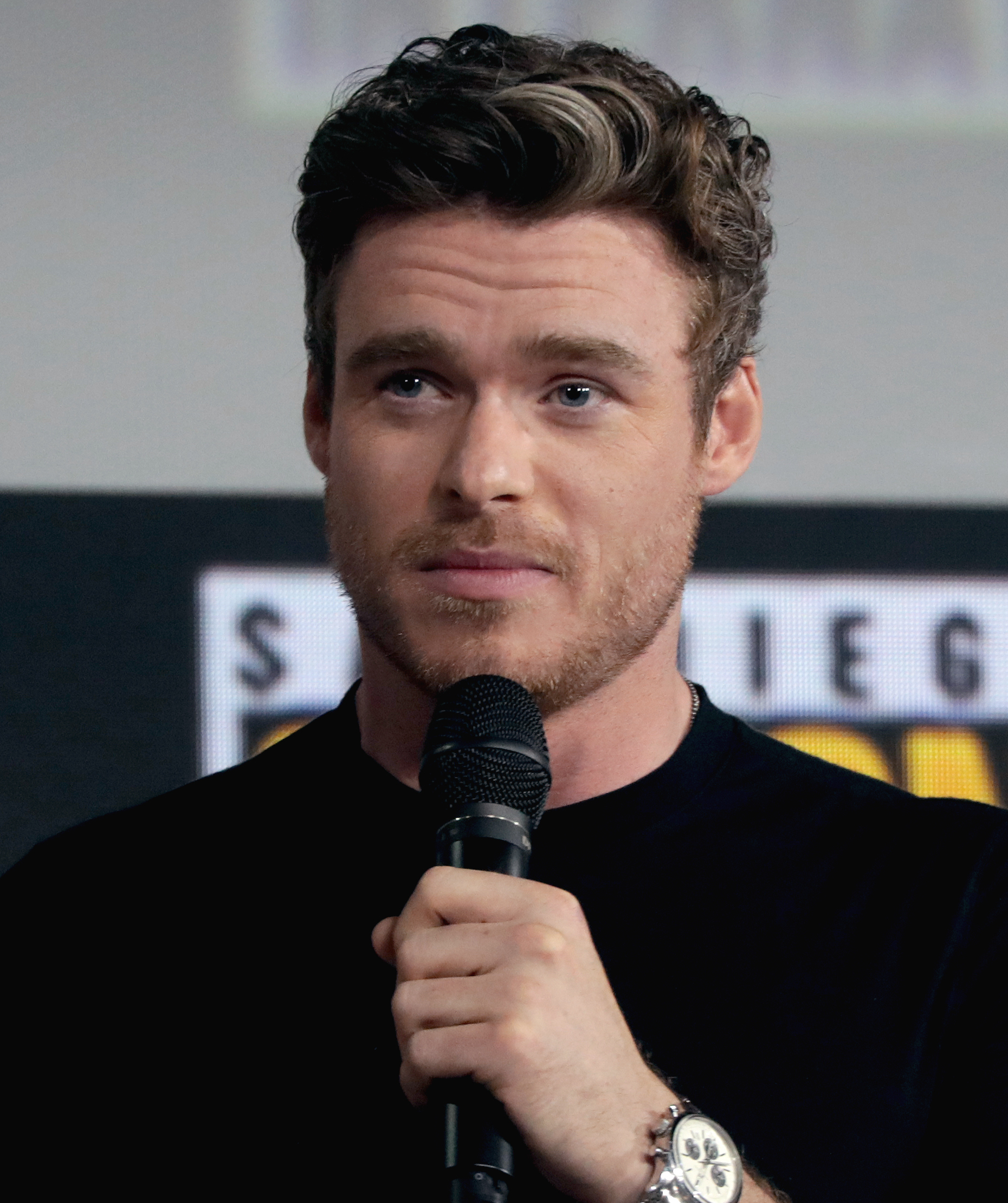
Richard Madden
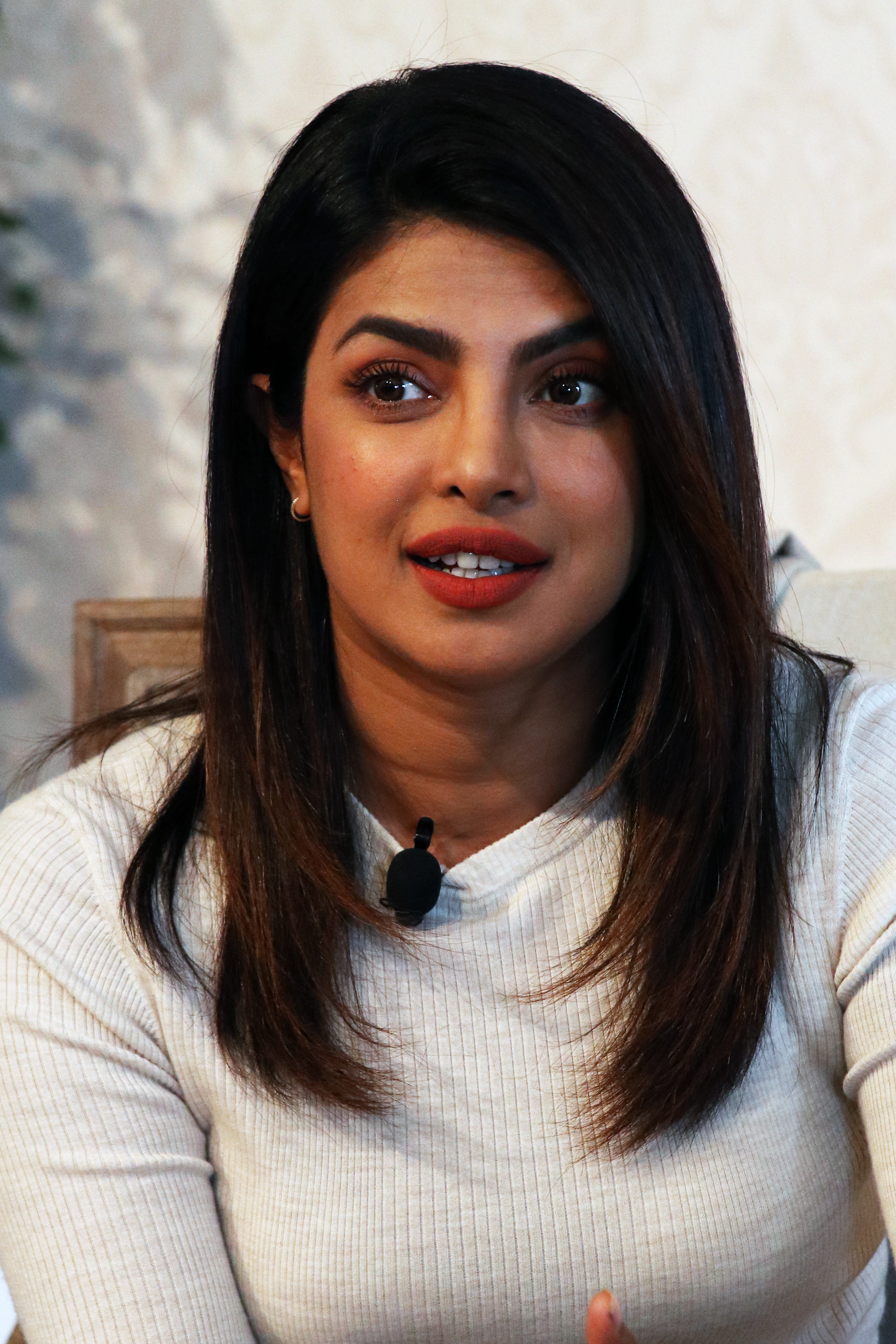
Priyanka Chopra Jonas
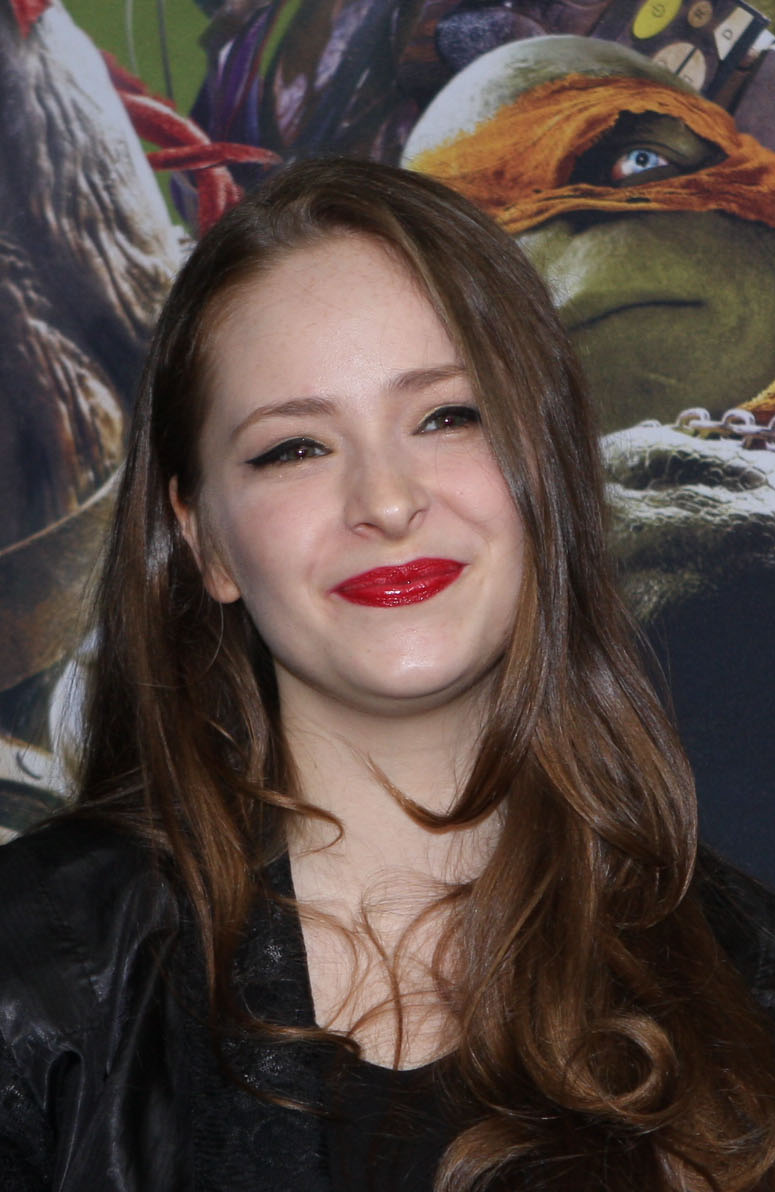
Ashleigh Cummings
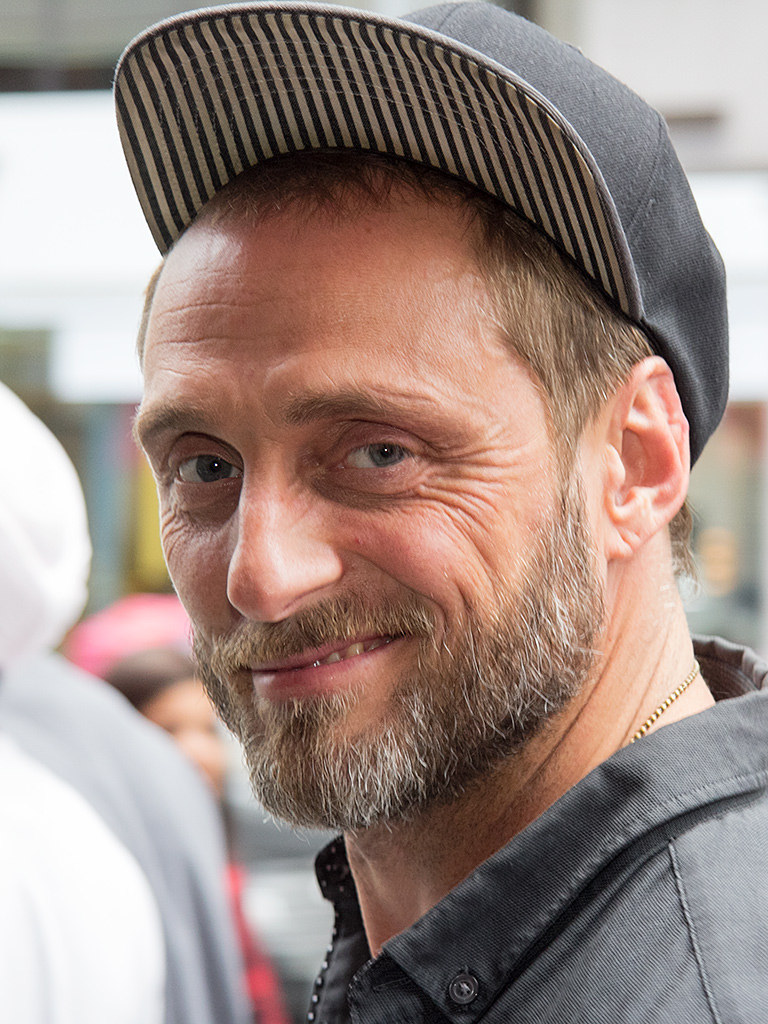
Roland Møller
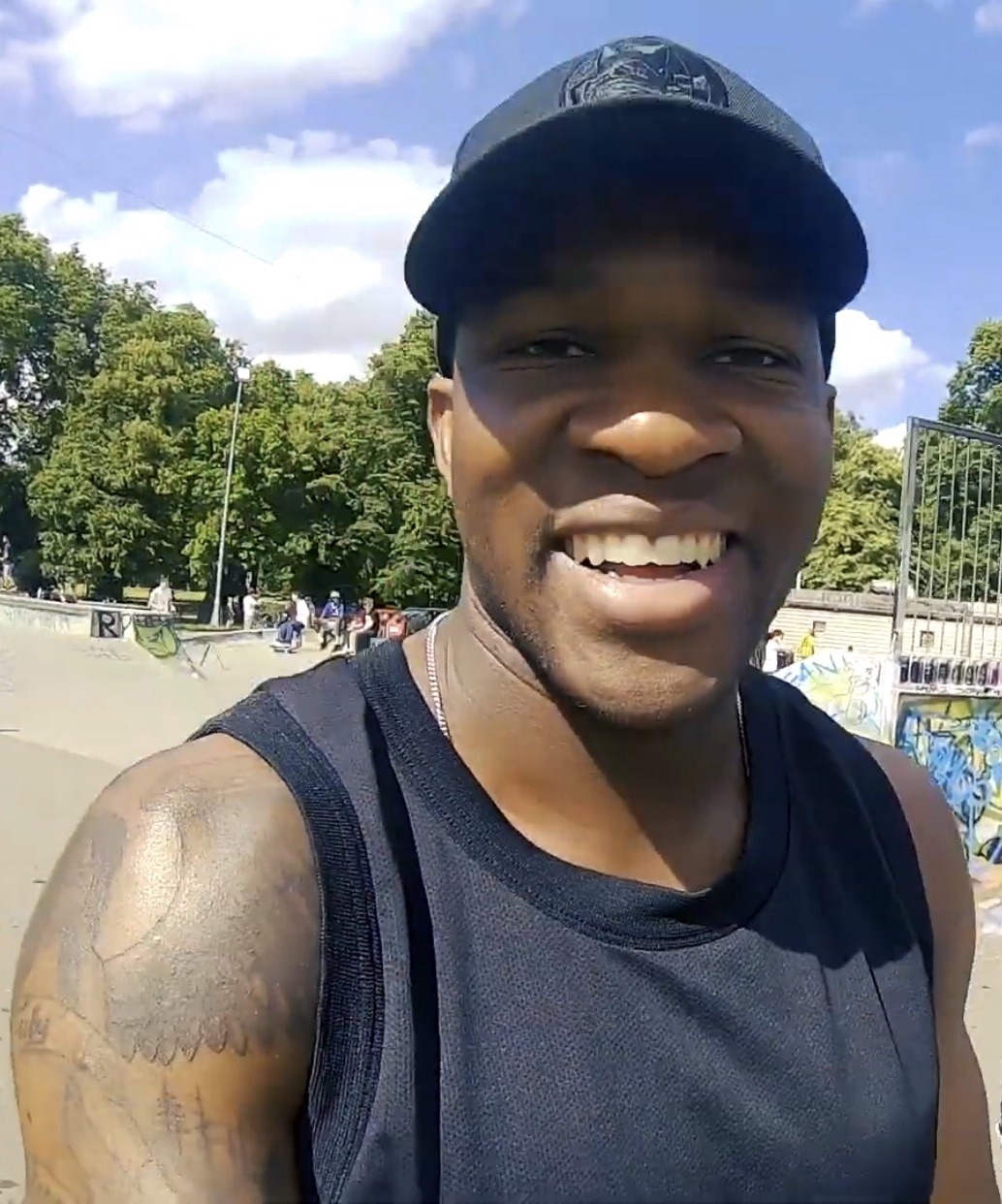
Osy Ikhile
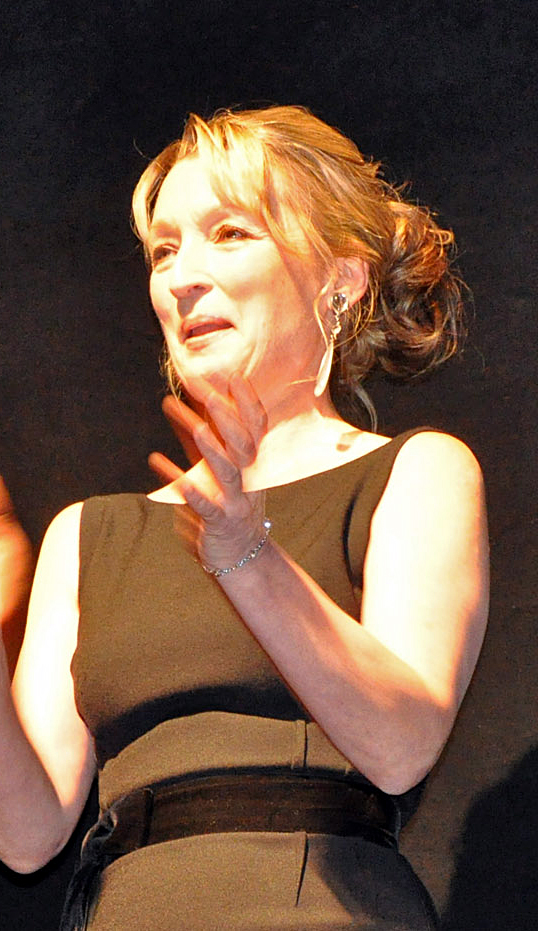
Lesley Manville
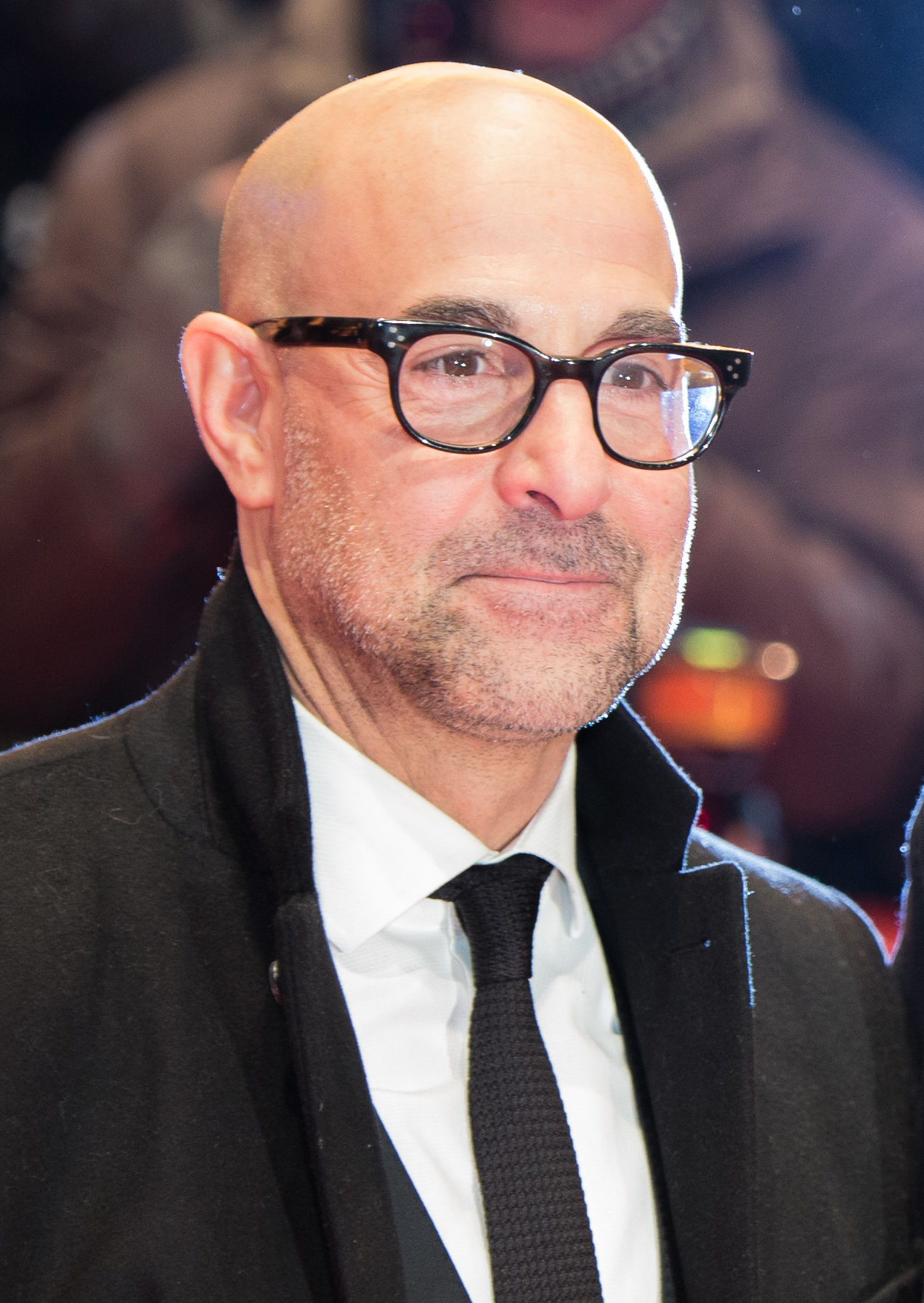
Stanley Tucci

### Ricorrenti
- Joe, interpretata da Moira Kelly, doppiata da Roberta Greganti.
Ex moglie di Bernard.
- Grace Helgoff, interpretata da Nikki Amuka-Bird, doppiata da Laura Romano.
Direttrice di Citadel.

## Produzione

### Sviluppo
Jennifer Salke, amministratrice delegata di Amazon Studios, ha contattato i fratelli Russo e il loro studio indipendente AGBO sulla creazione di una serie di spionaggio nella metà del 2018. La serie era originariamente una collaborazione tra AGBO e il collettivo di sceneggiatura Midnight Radio, composta da Josh Appelbaum e André Nemec. Tuttavia, hanno abbandonato il progetto durante la produzione nel 2021 a causa di divergenze creative con i Russo e David Weil ha assunto il ruolo come nuovo showrunner. Questo cambiamento ha condotto a nuove riprese nel 2022.
Al 2023, Citadel è la seconda serie più costosa di tutti i tempi con un budget di 300 milioni di dollari. Ciò è in gran parte dovuto alle nuove riprese che hanno avuto luogo con l'assunzione di David Weil come showrunner.
Nel marzo 2023, ad un mese dalla distribuzione, la serie è stata rinnovata per una seconda stagione.

### Casting
Nell'agosto 2024 Merle Dandridge, Rahul Kohli e Michael Trucco sono stati annunciati nel cast della seconda stagione.

### Riprese
Le riprese della prima stagione sono iniziate nel gennaio 2021 a Birmingham e si sono concluse nel dicembre dello stesso anno.
Tuttavia, diverse scene sono state rigirate nella primavera e nell'estate del 2022 sotto la supervisione di Weil, i Russo e uno dei registi Newton Thomas Sigel.

## Colonna sonora
Alex Belcher ha composto la prima stagione, mentre Henry Jackman ha ricoperto il ruolo di produttore di colonne sonore. Sony Classical ha pubblicato la colonna sonora.
Citadel (Prime Video Original Series Soundtrack)
1. Citadel (Main Title Theme) – 1:19
2. The Train – 3:37
3. Bathroom Brawl – 4:45
4. Derailed – 3:38
5. Amnesia – 2:21
6. I Deserve to Know – 1:50
7. Family – 1:50
8. Taken – 1:07
9. The Brothers – 0:54
10. Dahlia Interviewed – 1:34
11. A Myth – 2:22
12. Backstory – 2:48
13. Backwoods Kidnapping – 1:45
14. Backstop – 2:20
15. It's Time – 2:12
16. Exceedingly Untrustworthy – 3:44
17. Message to Abbey – 1:20
18. Valencia – 0:50
19. You're Nadia – 1:11
20. Did You Just Throw a Knife? – 1:15
21. Nadia Back with a Vengeance – 4:14
22. Captured – 1:42
23. Stitched Up – 3:15
24. Ski Sequence – 4:40
25. They Meet – 2:03
26. Quite a Story – 1:39
27. Nadia & Mason – 1:13
28. Blacksite – 1:08
29. Rescue Mission – 2:31
30. Kiss & Tell – 2:22
31. The New Tier 1 – 4:49
32. Interrogated – 5:00
33. You Only Get One Soul – 3:47
34. You Did This – 2:46
35. What if It Was Real? – 1:08
36. Headshot – 1:32
37. Did He Know? – 1:29
38. Can a Spy Truly Love? – 4:01
39. Goodbye – 2:07
40. The Truth – 3:35
41. The Bracelet – 2:21
42. Red Cell Mission – 5:14
43. A Seat at the Table – 1:54
44. Deactivating the Cores – 4:32
45. Reuniting – 2:14
46. A Favor – 6:39

## Accoglienza
Rotten Tomatoes riporta il 54% delle recensioni professionali positive, con un voto medio di 5,70 su 10 basato su 67 critiche. Il consenso critico del sito web indica: «Citadel non bada a spese ma sembra ancora non pienamente sviluppata, fornendo una commedia di spionaggio piuttosto divertente che tuttavia stride sotto il peso della sua esorbitanza.» Metacritic, invece, ha assegnato un punteggio di 51 su 100 basato su 27 recensioni, indicando "recensioni miste".

## Spin-off
La serie include spin-off ambientati in Italia, India, Spagna e Messico.

### Citadel: Diana
La serie italiana è coprodotta da Amazon Studios e Cattleya. Matilda De Angelis è stata scelta come protagonista. La serie ha debuttato il 10 ottobre 2024.

### Citadel: Honey Bunny
La serie indiana ha come protagonisti Varun Dhawan e Samantha Ruth Prabhu e diretta da Raj Nidimoru e Krishna D.K. ed è disponibile dal 7 novembre 2024.